# Fernanda Yara da Silva
Fernanda Yara da Silva (née le 15 août 1986) est une athlète paralympique brésilienne qui participe à des épreuves de niveau international. Elle est deux fois médaillée de bronze aux Jeux parapanaméricains et a participé aux Jeux paralympiques d'été de 2008, de 2020 à Tokyo,, et enfin à ceux de Paris en 2024.
À Paris, en 2024, dans l'épreuve de sprint 400 m T47, elle remporte la médaille d'or.

## Vie personnelle
La main gauche de Da Silva a été amputée à la naissance en raison d'un myome.